# Kulpin
Kulpin er en kommune i det nordlige Tyskland, beliggende i Amt Lauenburgische Seen under Kreis Herzogtum Lauenburg. Kreis Herzogtum Lauenburg ligger i delstaten Slesvig-Holsten.

## Geografi
Kulpin ligger ved Behlendorfer See omkring 5 kilometer vest for Ratzeburg og omkring 9 kilometer nord for Mölln.